# Страк, Питер
Питер Пол Страк — младший (англ. Peter Paul Strzok II; род. 7 марта 1970 года) — бывший американский агент Федерального бюро расследований (ФБР).  Являлся главой секции контршпионажа отдела контрразведки и руководил расследованием ФБР по использованию Хиллари Клинтон частного сервера электронной почты.

## Ранняя жизнь
Питер Пол Страк — младший родился недалеко от Су-Сент-Мари в Мичигане в семье Питера Пола Страка и Вирджинии Сью Харрис. Его отец — подполковник армии США в отставке, служивший в Корпусе инженеров.

## Служба в ФБР
Питер Страк имел успешную карьеру сотрудника ФБР в течение 22 лет до своего увольнения в августе 2018 года. Он был ведущим агентом в операции «Истории призраков» (англ. Operation Ghost Stories) против пары российских шпионов Андрея Безрукова и Елены Вавиловой, задействованных в нелегальной программе сети «спящих агентов» и арестованных в 2010 году.
Страк дослужился до заместителя помощника директора (одного из нескольких) отдела контрразведки, второй по величине должности в этом подразделении. Он также руководил расследованием ФБР по российскому вмешательству в выборы 2016 года.
В июне и июле 2017 года Страк принимал участие в расследовании спецпрокурора Роберта Мюллера любых связей или координации между президентской кампанией Дональда Трампа и российским правительством. Мюллер исключил Страка из расследования, когда ему стало известно о критике Трампа, содержащейся в личных текстовых сообщениях, которыми обменивались Страк и адвокат ФБР Лиза Пейдж. Заместитель генерального прокурора США Род Розенштейн защищал выступил в защиту ответа Мюллера на текстовые сообщения.
Обнародование текстовых сообщений привело к тому, что конгрессмены-республиканцы и правые СМИ предположили, что Страк участвовал в заговоре с целью подорвать президентство Трампа. Однако всесторонний обзор сообщений Страка в феврале 2018 года, проведённый изданием The Wall Street Journal, привел к выводу, что «тексты, критикующие президента, представляют только часть из примерно 7000 сообщений, которые занимают 384 страницы и не содержат никаких доказательств сговора против мистера Трампа».
10 августа 2018 года заместитель директора ФБР Дэвид Боудич уволил Страка за текстовые сообщения против Трампа. 6 августа 2019 года Страк подал иск о незаконном увольнении против ФБР и Министерства юстиции США с просьбой восстановить его в должности и вернуть ему заработную плату. В иске он утверждал, что его текстовые сообщения были «защищенными политическими высказываниями» и что его увольнение нарушило Первую поправку. В декабре 2019 года в докладе генерального инспектора Министерства юстиции было установлено, что Страк не был мотивирован предвзятостью в своей работе по расследованию ФБР российского вмешательства в выборы 2016 года.
В сентябре 2020 года издательство Houghton Mifflin Harcourt опубликовало книгу Страка Compromised: Counterintelligence and the Threat of Donald J. Trump. Во время интервью NBC News после выхода книги Страк подтвердил недавнее сообщение The New York Times о том, что ФБР начало обширное контрразведывательное расследование в отношении Трампа после того, как президент уволил директора ФБР Джеймса Коми в мае 2017 года из-за опасений по поводу «компрометирующих в финансовом отношении» связей Трампа с Россией. Несколько дней спустя это расследование было приостановлено заместителем генерального прокурора Родом Розенштейном, что создало у ФБР впечатление, что начатое Мюллером расследование будет проведено, хотя Розенштейн дал указание Мюллеру не делать этого, фактически прекратив расследование.